# Doly (Bor)
Doly jsou malá vesnice, část města Bor v okrese Tachov v Plzeňském kraji. Nachází se asi 3,5 kilometru severozápadně od Boru. Prochází tudy železniční trať Domažlice – Planá u Mariánských Lázní. Doly leží v katastrálním území Doly u Boru o rozloze 5,91 km².

## Historie
První písemná zmínka o vesnici pochází z roku 1239.

## Obyvatelstvo
| Rok            | 1869 | 1880 | 1890 | 1900 | 1910 | 1921 | 1930 | 1950 | 1961 | 1970 | 1980 | 1991 | 2001 | 2011 | 2021 |
| -------------- | ---- | ---- | ---- | ---- | ---- | ---- | ---- | ---- | ---- | ---- | ---- | ---- | ---- | ---- | ---- |
| Počet obyvatel | 178  | 204  | 184  | 153  | 157  | 162  | 144  | 94   | 79   | 84   | 78   | 45   | 76   | 89   | 69   |
| Počet domů     | 27   | 30   | 31   | 32   | 32   | 32   | 32   | 22   | 20   | 16   | 16   | 16   | 17   | 20   | 20   |

## Obecní správa
Při sčítání lidu v letech 1850–1963 Doly byly samostatnou obcí v okrese Tachov. Od roku 1964 jsou částí města Bor v okrese Tachov.